# Shiranuiite
La shiranuiite (simbolo IMA: Sir) è un minerale molto raro del supergruppo dello spinello e in particolare dei tiospinelli, nella cui famiglia occupa un posto nel sottogruppo della carrollite; appartiene alla classe minerale dei "solfuri e solfosali" e possiede composizione chimica Cu+(Rh3+Rh4+)S4

## Etimologia e storia
Il nome shiranuiite deriva da una leggenda giapponese che porta all'antico nome della prefettura di Kumamoto, Kyushu. Nel Nihon Shoki (Cronache del Giappone), il libro più antico che registra la storia del Giappone, l'imperatore Keikō, il 12° imperatore del Giappone, perse l'orientamento in mare durante un pellegrinaggio a Kyushu, ma riuscì ad approdare a terra sano e salvo perché fortunatamente vide del fuoco in lontananza. Egli chiese: "Chi ha acceso il fuoco?" al che tutti avrebbero risposto che era "il fuoco che tutti non conoscono (= SHIRANUI, nell'ortografia kana giapponese)". Da questa leggenda, tale zona è stata chiamata "Terra del fuoco", ora nota come prefettura di Kumamoto.
Il campione tipo del minerale è depositato presso il "National Museum of Nature and Science" a Tsukuba (prefettura di Ibaraki, in Giappone) con il numero di catalogo NSM-M50086.

## Classificazione
La shiranuiite è un minerale approvato e riconosciuto dall'Associazione Mineralogica Internazionale (IMA) nel 2023, pertanto non compare né nella Sistematica dei lapis (Lapis-Systematik) di Stefan Weiß (aggiornata fino al 2018), né nella nona edizione della sistematica dei minerali di Strunz (aggiornata dall'IMA fino al 2009).
Nell'edizione successiva, proseguita dal database "mindat.org" e chiamata Classificazione Strunz-mindat la shiranuiite è elencata nella classe "2. Solfuri e solfosali (solfuri, seleniuri, tellururi; arseniuri, antimoniuri, bismuturi; solfoarseniuri, solfoantimonuri, solfobismuturi, ecc.)" e nella sottoclasse "2.D Solfuri metallici, M:S = 3:4 e 2:3"; questa viene più finemente suddivisa in base al rapporto tra le quantità di metallo (M) e zolfo (S) presente nel minerale, in modo che la shiranuiite possa essere trovata nella sezione "2.DA M:S = 3:4" dove insieme a berndlehmannite, bornhardtite, cadmoindite, carrollite, cuproiridsite, cuprokalininite, cuprorhodsite, daubréelite, fletcherite, florensovite, greigite, joegoldsteinite, kalininite, indite, linnaeite, malanite, nickeltyrrellite, polidimite, siegenite, trüstedtite, tyrrellite, violarite e xingzhongite con le quali forma il sistema 2.DA.05.

## Abito cristallino
La shiranuiite cristallizza nel sistema cubico nel gruppo spaziale Fd3m (gruppo nº 227) con la costante di reticolo a = 9,757(2) Å, oltre ad avere 8 unità di formula per cella unitaria.

## Origine e giacitura
I grani di isoferroplatino sono spesso accompagnati da protuberanze di colore nero o grigio di dimensioni comprese tra 20 e 500 μm. Shiranuiite e cuprorhodsite si presentano come minerali dominanti di tali protuberanze, sebbene entrambe siano indistinguibili e possano essere distinte solo tramite analisi chimica. Altri minerali di accompagnamento sono bowieite, cuprorhodsite e michitoshiite-(Cu).
La shiranuiite è un minerale molto raro ed è stata trovata solo nella sua località tipo, Haraigawa (32.57259°N 130.79047°E) nella cittadina di Misato (nella prefettura di Kumamoto, Giappone).